# Hans Feibusch
Hans Feibusch (15. srpna 1898, Frankfurt nad Mohanem, Německo – 18. července 1998, Londýn, Anglie) byl německý malíř a sochař. V roce 1937 byla jeho díla spolu s mnoha dalšími vystavena na výstavě Entartete Kunst v Mnichově.

## Život a dílo
Feibusch studoval malbu u Karla Hofera v berlínské Hochschule der Künste. Od roku 1925 žil opět ve Frankfurtu, kde nastoupil do Frankfurter Künstlerbund a přestěhoval se do karmelitánského kláštera vedle ateliéru Rudolfa Heinischa a Benna Elkana. V roce 1931 mu byla udělena pruská státní cena Maxe Liebermanna za obraz Der Fischhändler.
O dva roky později, v roce 1933, byl Feibusch vyloučen za svůj židovský původ z Frankfurter Künstlerbund. Rozhodl se emigrovat do Velké Británie, kde mu byl umožněn vstup díky jeho britské manželce. Národní socialisté deklarovali Feibuschova díla jako “Degenerované umění”. Jeho obraz Dvě plovoucí postavy (zabavený v Městské galerii ve Frankfurtu nad Mohanem) byl vystaven na výstavě Entartete Kunst v Mnichově, spolu s díly Jankela Adlera a Marca Chagalla pod názvem Zjevení židovské rasové duše.
Ve Velké Británii, kde poprvé působil jako komerční umělec, byl obzvláště známý svými rozsáhlými nástěnnými malbami v kostelech. První zakázky obdržel prostřednictvím biskupa Chichestera George Bella. Pro katedrálu v Chichesteru Feibusch vytvořil nástěnnou malbu s příběhem Kristova pokřtění.
Fresky světského charakteru lze nalézt v Občanském centru v Newportu (Dvanáct fresek z historie města, 1961-1964) a v Portmeirionu za provizi zhotovil v roce 1925 bustu britského architekta Bertrama Clougha Williams-Ellise.

## Vyznamenání
- 1967: Záslužný řád Spolkové republiky Německo - Kříž 1. třídy
- 1989: Záslužný řád Spolkové republiky Německo - Velký kříž

## Galerie

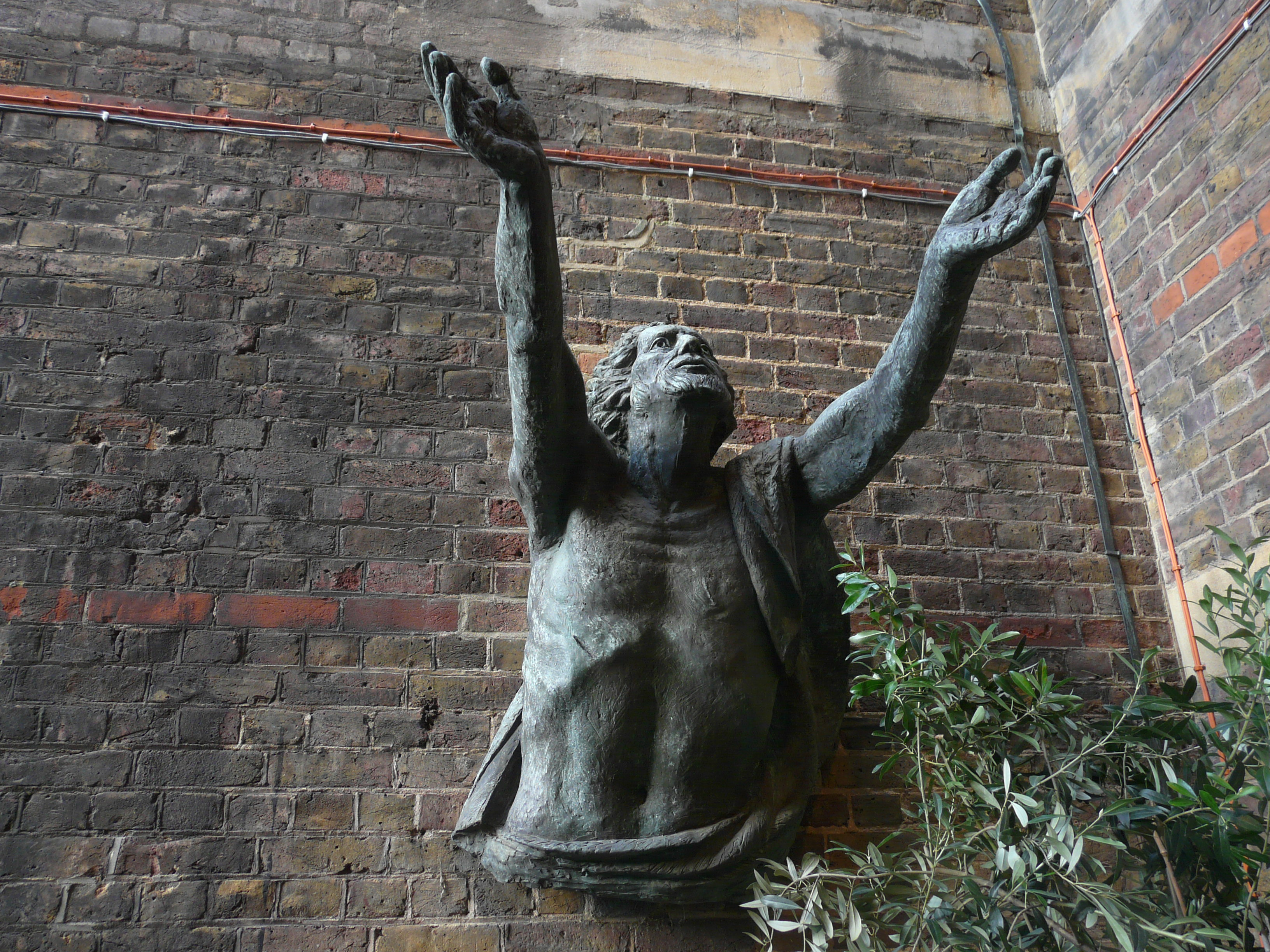
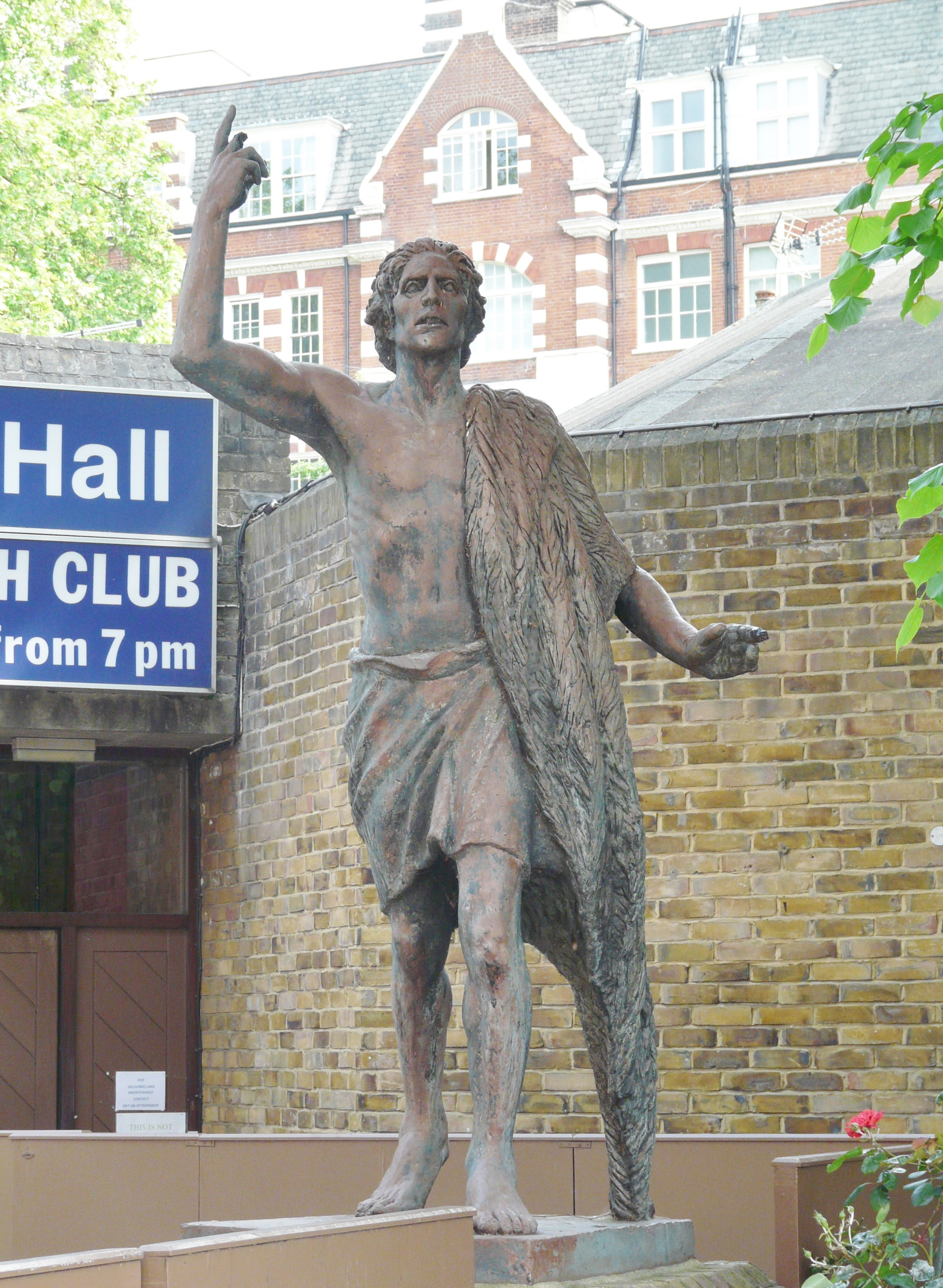
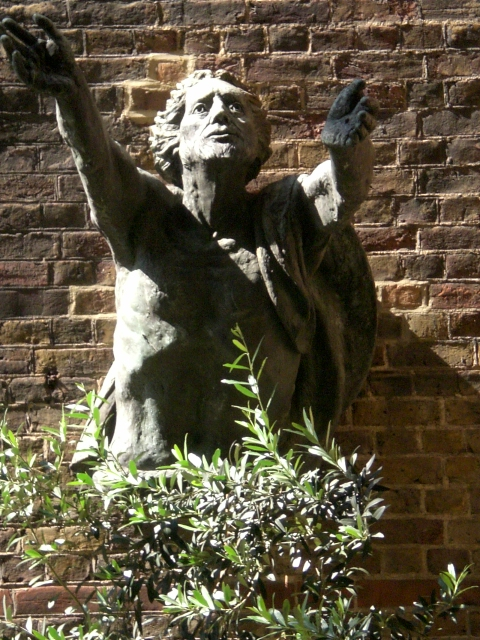